# Beach Fossils
Beach Fossils est un groupe américain de pop indépendante, originaire de Brooklyn, dans l'État de New York. Formé en 2009, ils sont actuellement en contrat avec le label Bayonet Records, et précédemment avaient signés avec le label indépendant Captured Tracks. Le groupe comprend actuellement le fondateur Dustin Payseur au chant et à la guitare, Jack Doyle Smith à la basse, Tommy Davidson à la guitare et enfin Anton Hochheim qui joue uniquement pendant les tournées à la batterie. Ils sont connus pour leur son lo-fi et atmosphérique, des paroles confessionnelles et nostalgiques, et le style vocal décontracté de Payseur,.
En 2023, Beach Fossils compte trois albums studio, dont leur premier album éponyme (2010), Clash the Truth (2013) et Somersault (2017), ainsi qu'un EP intitulé What a Pleasure (2011). Beach Fossils, ainsi que d'autres groupes du label Captured Tracks comme DIIV, Wild Nothing et Mac DeMarco, sont considérés comme des précurseurs de la musique pop et lo-fi qui est né de la scène indie underground dans les années 2010.

## Histoire

### Débuts (2009–2011)

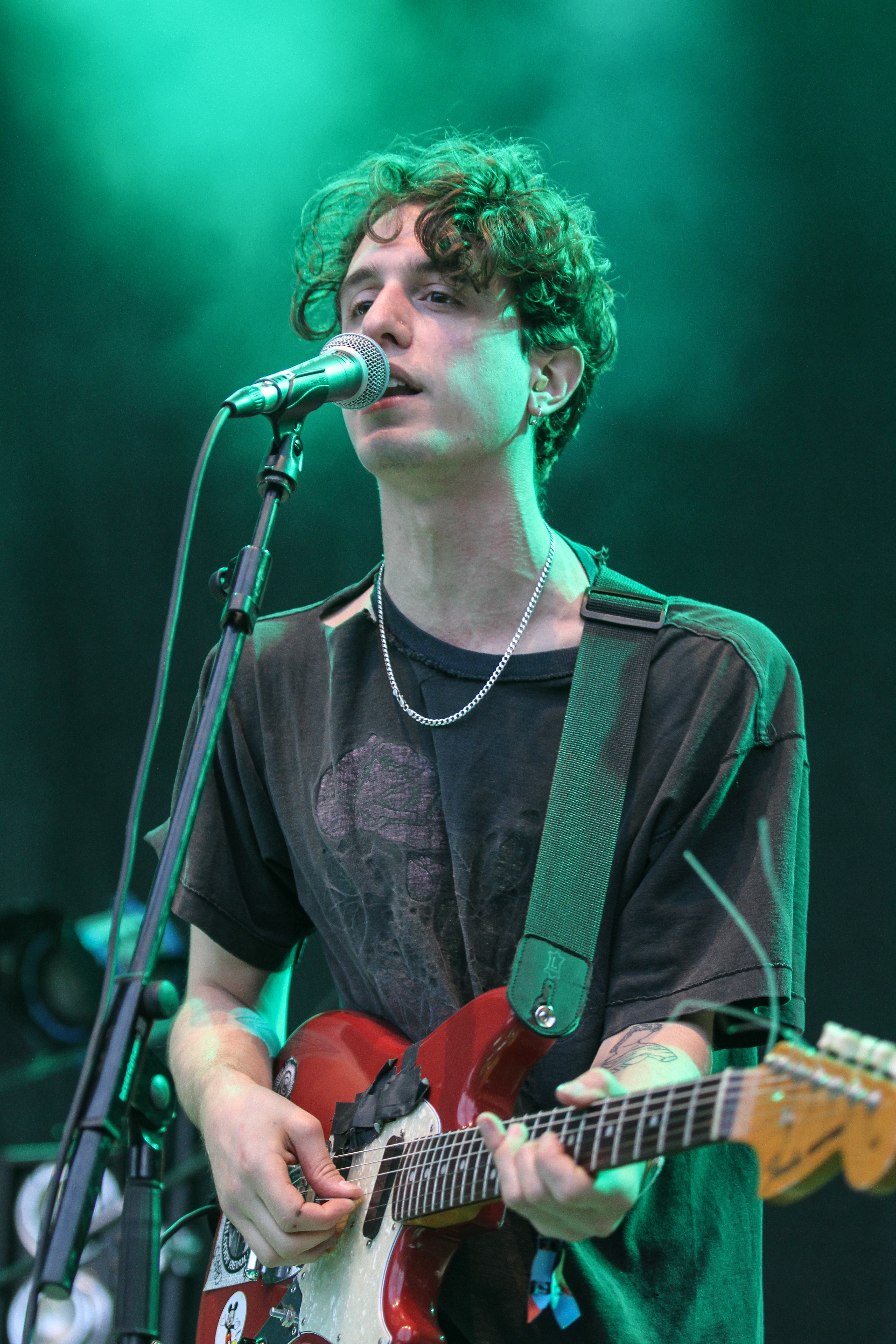
Beach Fossils est créé par le chanteur, guitariste et compositeur principal Dustin Payseur en 2009.

Après un bref passage au collège communautaire de Caroline du Nord, le chanteur Dustin Payseur déménage à New York en 2008 pour poursuivre ses intérêts dans la musique. En 2009, Payseur forme Beach Fossils, initialement comme un véhicule d'expansion pour un projet solo. La même année, le bassiste John Peña et le guitariste Christopher Burke rejoignent le groupe, suivis de Zachary Cole Smith à la batterie pour une courte durée. Après avoir signé chez Captured Tracks, ils commencent une tournée. Leur premier single, Daydream / Desert Sand sort en février 2010 avec le label Captured Tracks. En mai 2010, leur premier album éponyme Beach Fossils sort et rencontre des critiques favorables,,.
Dans une interview rétrospective en 2014, Payseur commente leur premier album en disant : « Le processus d'écriture est à son maximum lorsque vous n'avez même pas l'impression d'écrire les chansons vous-même (...) C'est ce qui est arrivé lorsque j'écrivais le premier album de Beach Fossils. Je revenais un jour ou deux [après avoir écrit] et on aurais dis que j'écoutais la musique de quelqu'un d'autre ».
Le premier album est écrit et enregistré presque entièrement par Payseur, entre les tournées. Le deuxième opus du groupe, un EP intitulé What a Pleasure, sort le 8 mars 2011. Il nait de séances d'improvisation nocturnes entre Payseur, John Peña, et Jack Tatum du groupe Wild Nothing, un ami de longue date et collaborateur du groupe. Cette méthode d'enregistrement fait de ce disque un classique culte parmi les fans du groupe, et bon nombre de ses chansons font toujours leur chemin dans les sets live de Beach Fossils.
Pendant les sessions d'enregistrement de What a Pleasure, Beach Fossils et Jack Tatum font des reprises de certaines de leurs chansons préférées du groupe britannique The Wake. Le 4 avril 2011, Beach Fossils sort un EP en hommage au groupe avec Wild Nothing intitulé Gruesome Flowers: A Tribute to the Wake chez Captured Tracks. Le groupe reprend Plastic Flowers de The Wake et Wild Nothingreprends le morceau Gruesome Castle.
Au fur et à mesure des tournées, le groupe connait de nombreux changements de line-up, dont douze batteurs différents et trois guitaristes. En 2010, Christopher Burke quitte le groupe pour poursuivre son projet solo Red Romans suivi de John Peña fin 2011, remplacé par Jack Doyle Smith. Peña forme Heavenly Beat, et Zachary Cole Smith, qui était revenu dans Beach Fossils pour y jouer de la guitare, pars pour former son propre groupe DIIV,. Tommy Lucas quitte finalement le groupe lui aussi en 2011.

### Clash the Truth(2012–2014)
Le 14 février 2012, Beach Fossils sort un single intitulé Shallow, qui sera finalement réenregistré et apparaîtra sur leur prochain album Clash the Truth. Le single présente également une face B intitulée Lessons, écrite et enregistrée par Payseur et Tommy Gardner. Le 18 février 2013, Beach Fossils sort son deuxième album studio Clash the Truth avec le label Captured Tracks, culminant à la 40e place des Billboard albums indépendants.
L'enregistrement de Clash the Truth est terminé au studio Excello Recording à l'automne 2012 après que l'enregistrement ait été interrompu apres que le studio de Payseur soit inondé pendant l'ouragan Sandy. Tout comme leurs versions précédentes, les chansons de l'album ont été écrites presque entièrement par Payseur. Ce dernier a également enregistré la majorité des instruments. L'album met en vedette le nouveau batteur Tommy Gardner, qui permet un son plus rapide et plus dynamique que dans les versions précédentes. Des collaborations avec Kazu Makino de Blonde Redhead et Jack Tatum de Wild Nothing marquent l'album. L'album reçoit des critiques généralement positives, certains notant les thèmes plus ciblés de l'adolescence et de la nostalgie comme signe de croissance et de maturité tout en continuant à affiner leur son et leur style. Des chansons telles que Careless, Sleep Apnea ou Generational Synthetic apparaissent régulièrement sur la liste des chansons jouées en concerts depuis la sortie de l'album.

### Bayonet Records (2015–2016)
En 2015, Payseur et son épouse Katie Garcia fondent leur propre label indépendant Bayonet Records. Katie étant l'ancienne directrice du label de Captured Tracks. Dans une interview avec Forbes en juin 2017, lorsqu'on lui demande comment elle et Payseur se sont rencontrées et ont finalement créé leur propre label, elle déclare : « Dustin et moi nous sommes rencontrés pendant mon stage chez Captured Tracks. Il venait chercher son tout premier 7 pouces, puis on a fini par aller à notre premier rendez-vous quelques jours plus tard. Quatre ans après, on s'est mariés. Toutes ces choses ont commencé à s'aligner et nous ont incité à créer notre propre label. Il m'a demandé d'en faire partie parce que je connais les tenants et les aboutissants de la façon de travailler un label. C'est ainsi qu'on a démarré Bayonet ».
Depuis sa création, le label publie des disques de plusieurs artistes tels que Beach Fossils, Frankie Cosmos, Jerry Paper, Kevin Krauter, Laced, Lionlimb, Red Sea et Warehouse.

### Somersault(2017–2018)
Le groupe commence à travailler sur un nouvel album début 2016. Cette fois-ci, Payseur implique les autres membres du groupe dans le processus d'écriture, le bassiste Jack Doyle Smith et le guitariste Tommy Davidson apportant des idées. Le 2 mars 2017, le groupe annonce que son troisième LP à venir, intitulé Somersault, sortira le 2 juin 2017. L'album est produit par Payseur et Jonathan Rado du groupe de rock indépendant Foxygen. C'est également le premier album des Beach Fossils sorti sous le label de Payseur, Bayonet Records. Il est enregistré à divers endroits à Brooklyn, Manhattan et Los Angeles, y compris le studio personnel de Jonathan Rado.
Le 13 mars 2017, le groupe révèle le départ du batteur Tommy Gardner, qui déménage à Shanghai pour devenir moine bouddhiste. Dans une interview, Payseur dit au propos du départ de Gardner : « Tommy parlait de devenir moine bouddhiste et a fait cette retraite de méditation. (...) Il n'était pas vraiment impliqué dans le processus d'écriture [sur Somersault] ; la façon dont nous écrivions tous les trois auparavant, c'est que nous passions environ trois heures à écrire un riff, et je sais que si un batteur est dans la pièce, c'est douloureux ». Gardner faisait partie de Beach Fossils jusqu'en 2011.
En avril 2017, le groupe écrit un single intitulé Silver Tongue pour la compilation Our First 100 Days. Tous les bénéfices récoltés ont été directement reversés à des organisations œuvrant à la sensibilisation au changement climatique, aux droits des femmes, à l'immigration, aux droits LGBTQ et à l'égalité. Somersault sort le 2 juin 2017 et reçoit des critiques globalement élogieuse à sa sortie. Pendant une grande partie de l'été, ils partiront en tournée aux États-Unis et en Europe.

### Tournées (2018–2021)
En 2018, Beach Fossils annonce qu'ils partiront en tournée avec Wavves sur le I Love You Tour à travers l'Amérique du Nord,. Ils sortent également un double single avec Wavves intitulé Wavves X Beach Fossils. Le disque comprend Enter Still de Wavves sur la face A, et le single de Beach Fossils Silver Tongue sur la face B. Beach Fossils se produit également au festival de musique Coachella en avril 2019.
Le 7 janvier 2020, Dustin Payseur annonce via Twitter que Beach Fossils et Wild Nothing entameront leur première tournée commune au printemps 2020. Les deux groupes de rock indépendant décident de cette tournée pour célébrer le dixième anniversaire (en mai) depuis la sortie de leurs premiers albums respectifs, Beach Fossils et Gemini. Payseur publie une photo de lui-même et du chanteur de Wild Nothing, Jack Tatum, et le qualifie d'un « de [s]es meilleurs amis » dans une note qui accompagne l'annonce de la tournée. Il ajoute que leurs deux premiers albums « étaient sortis dans le monde » le même jour il y a près de 10 ans (25 mai 2010). Il explique également que quand bien même ils auraient écrit de la musique ensemble et « partagé de nombreux bons moments » ils n'ont encore jamais fait de tournée ensemble.
Le 3 avril 2020, Beach Fossils et Wild Nothing ont publié sur leurs comptes Instagram que leur tournée sera reportée à l'automne 2020 en raison de la pandémie de Covid-19.

### Bunny(depuis 2022)
À partir du printemps 2022, Beach Fossils se lance dans une série de petites tournées et participe à plusieurs festivals de musique en Amérique du Nord. En mars, le groupe annonce sa participation au prochain Viva! L.A. Music Festival au Dodgers Stadium prévu en juin. Il est annoncé plus tard que le festival était annulé. Le groupe jouera également plusieurs dates au Mexique en juin 2022, notamment au Sueño de Verano, à Guadalajara. Ils tournent ensuite en octobre et novembre en Californie, à New York et au Texas.
En janvier 2023, Beach Fossils annoncent qu'ils se produiraient au festival Daydream en Australie, un nouveau mini-festival itinérant aux côtés de Modest Mouse, Slowdive et Tropical Fuck Storm.

## Discographie

### Albums studio
- 2010 : Beach Fossils
- 2013 : Clash the Truth
- 2017 : Somersault
- 2023 : Bunny

### Compilations
- 2021 : The Other Side of Life: Piano Ballads

### EP
- 2011 : What a Pleasure

### Singles
- 2010 : Daydream
- 2010 : Face It
- 2011 : Plastic Flowers (Gruesome Flowers: A Tribute to the Wake avec Wild Nothing, 2011)
- 2012 : Shallow
- 2013 : Careless
- 2017 : This Year
- 2017 : Saint Ivy
- 2017 : Down the Line
- 2017 : Tangerine / Social Jetlag

## Membres

### Membres actuels
- Dustin Payseur — chant, guitare (depuis 2009)
- Tommy Davidson — guitare, (depuis 2012)
- Jack Doyle Smith — basse, chant (depuis 2012)

### Musiciens en tournée
- Anton Hochheim — batterie (depuis 2017)

### Anciens membres
- John Peña — basse (2009-2012)
- Sennott Burke — guitare (2009-2010)
- Tommy Lucas — batterie (2009-2010)
- Daniel Fox — claviers, trompette, voix, guitare, échantillonneur (2017)
- Zachary Cole Smith — batterie (2010), guitare (2010-2012)
- Tommy Gardner — batterie (2011-2017)